# La Salle (Illinois)
La Salle is een plaats (city) in de Amerikaanse staat Illinois, en valt bestuurlijk gezien onder La Salle County.

## Demografie
Bij de volkstelling in 2000 werd het aantal inwoners vastgesteld op 9796. In 2006 is het aantal inwoners door het United States Census Bureau geschat op 9511, een daling van 285 (-2,9%).

## Geografie
Volgens het United States Census Bureau beslaat de plaats een oppervlakte van 16,6 km², waarvan 16,4 km² land en 0,2 km² water. La Salle ligt op ongeveer 145 m boven zeeniveau.

## Plaatsen in de nabije omgeving
De onderstaande figuur toont nabijgelegen plaatsen in een straal van 12 km rond La Salle.